# Сибуалбуали
Сибуалбуали (индон. Sibualbuali) — стратовулкан на острове Суматра в Индонезии. На восточном фланге находятся два поля сольфатар. Вдоль разлома Тору-Асик на юг были извергнуты риолито-дацитовые лавовые купола, которые считаются частью вулканического центра Сибуалбуали и имеют возраст позднего плейстоцена или голоцена. Последнее извержение вулкана не определено.